# Prvi mletački rat
Prvi mletački rat, vojni sukob između Kraljevine Ugarske s Hrvatskom protiv Mletačke Republike koja je nastojala zauzeti dalmatinsku obalu na osnovu dogovora kralja Ladislava Napuljskog s Mlecima 1409. godine.
Poslije neuspješnih pregovora između kralja Žigmunda i mletačkog dužda Michela Stene oko predaje dalmatinskih gradova Mlecima, započeo je 1411. godine ratni sukob između Hrvatsko-Ugarskog kraljevstva i Mletačke Republike. Rat se vodio u sjevernoj Italiji gdje je kraljev vojskovođa bio Pippo Scolari i u Dalmaciji koju su branili isprva Petar z Myšlina, a kasnije hrvatski ban Petar Alben.
Tijekom sukoba, Mlečani su 1412. godine zauzeli Skradin, Ostrovicu i Šibenik, što je prisililo kralja Žigmunda da potpiše u travnju 1413. godine u Trstu petogodišnje primirje.